# Контрада Казаца
Контрада Казаца је насеље у Италији у округу Сиракуза, региону Сицилија.
Према процени из 2011. у насељу је живело 139 становника. Насеље се налази на надморској висини од 129 м.